# Kousséri
Kousséri est une commune du Cameroun située dans la région de l'Extrême-Nord et le département du Logone-et-Chari, dont elle est le chef-lieu.
À l'époque coloniale, elle se nommait Kusseri au sein du protectorat allemand du Kamerun, puis Fort-Foureau au sein du territoire sous mandat du Cameroun français.
C'est un important marché, notamment pour les échanges avec le Tchad voisin.

## Histoire

### Origines
Kousséri est une cité très ancienne, remontant au moins à la civilisation Sao (XIe — XVIe siècles). Ville kotoko, l'une de cinq principautés kotoko, son nom d'origine est M'sr. Un peu plus tard appelé (Qussur : les châteaux) en arabe. Au XVIe siècle, elle était la capitale d'un royaume de M'sr en langue kotoko dont les élites au moins étaient islamisées, et mentionnée sous la forme italienne Uncusciuri par Giovanni Lorenzo d'Anania (en). Ce royaume était vassal du royaume du Kanem-Bornou.
Prise par l'armée de Rabah Fadlallah (ou Rabih Zubaïr) à la fin du XIXe siècle, « elle fut le théâtre de la bataille de Kousséri (22 avril 1900), où les troupes françaises du commandant Lamy, alliées aux Baguirmiens, battirent Rabah. Les deux chefs trouvèrent la mort au cours du combat ». La bataille de Kousséri favorisa la conquête du Tchad.

### Époque coloniale

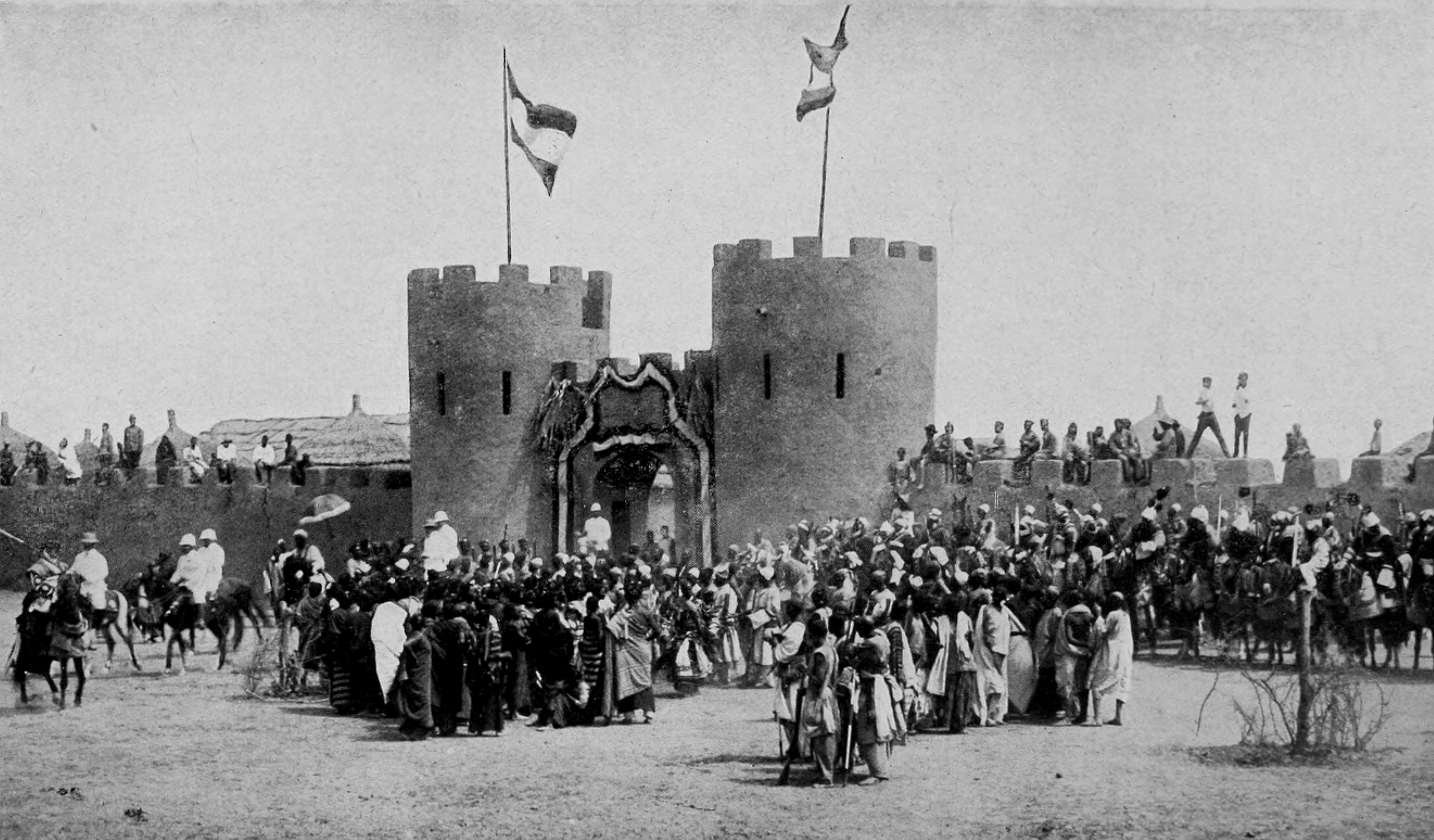
Kousséri, sous l'occupation allemande (vers 1910).

Dans le partage colonial qui suivit, la cité de Kousséri fut attribuée à l'Allemagne au sein de la colonie allemande du Kamerun. « Kusseri » est entre de 1903 et 1913 le siège de la Résidence du « Deutsche Tschadseeländer » en français : « pays du lac Tchad allemand ». La main-d’œuvre locale était placée sous l'autorité du résident allemand.
Au déclenchement de la Première Guerre mondiale, Kousséri est fortifiée. Néanmoins, cet avant-poste paraît peu tenable, juste en face de Fort-Lamy, en Afrique-Équatoriale française. La trentaine de soldats des Schutztruppe faisait face à plus de 200 soldats des troupes coloniales françaises. Le poste repousse toutes les attaques françaises jusqu'à fin septembre 1914, jusqu'à ce que les défenseurs ne se replient sur Mora.
Kousséri passe sous le contrôle des Français après la Première Guerre mondiale, à la suite de la défaite allemande. Elle est renommée Fort-Foureau, du nom de l'explorateur français Fernand Foureau qui se rendit en 1900 à la confluence du fleuve Chari et de son affluent le Logone, en compagnie du commandant François-Joseph-Amédée Lamy.

### Époque du Cameroun indépendant
Après l'indépendance du Cameroun en 1960, elle retrouva son nom historique de Kousséri. Originellement ville des Kotokos et ville cosmopolite aujourd'hui, elle accueille de nombreuses ethnies : Arabes Choa (celle-ci constitue l'ethnie majoritaire dans la ville, à cause des conflits tchadiens qui ont poussé les arabes à peupler cette ville Kotoko), Bornouans, et même des ressortissants du Tchad voisin, attirés par cette vicinalité tranquille qui leur offre l'occasion de faire des affaires et, pour ceux qui en ont suffisamment les moyens, de construire ou d'acheter des résidences secondaires.
Située sur la frontière avec le Tchad dont elle est séparée par le Logone, elle accueillit, pendant la guerre Tchad-Libye, des milliers de réfugiés tchadiens qui fuyaient N'Djaména.

## Géographie
Kousséri se trouve sur la rive gauche de la rivière Logone, près de sa confluence avec le Chari, les deux cours d'eau marquant la frontière avec le Tchad. Kousséri est situé dans une region proch du Lac Tchad. La ville est située à 10 km à l'ouest de la capitale tchadienne, N'Djaména, laquelle est reliée à Kousséri par un double système de ponts : le pont de N'Gueli sur le Logone où se situent les postes frontières, le pont de Chagoua et le pont de Taiwan sur le fleuve Chari permettant l'accès à la capitale tchadienne.

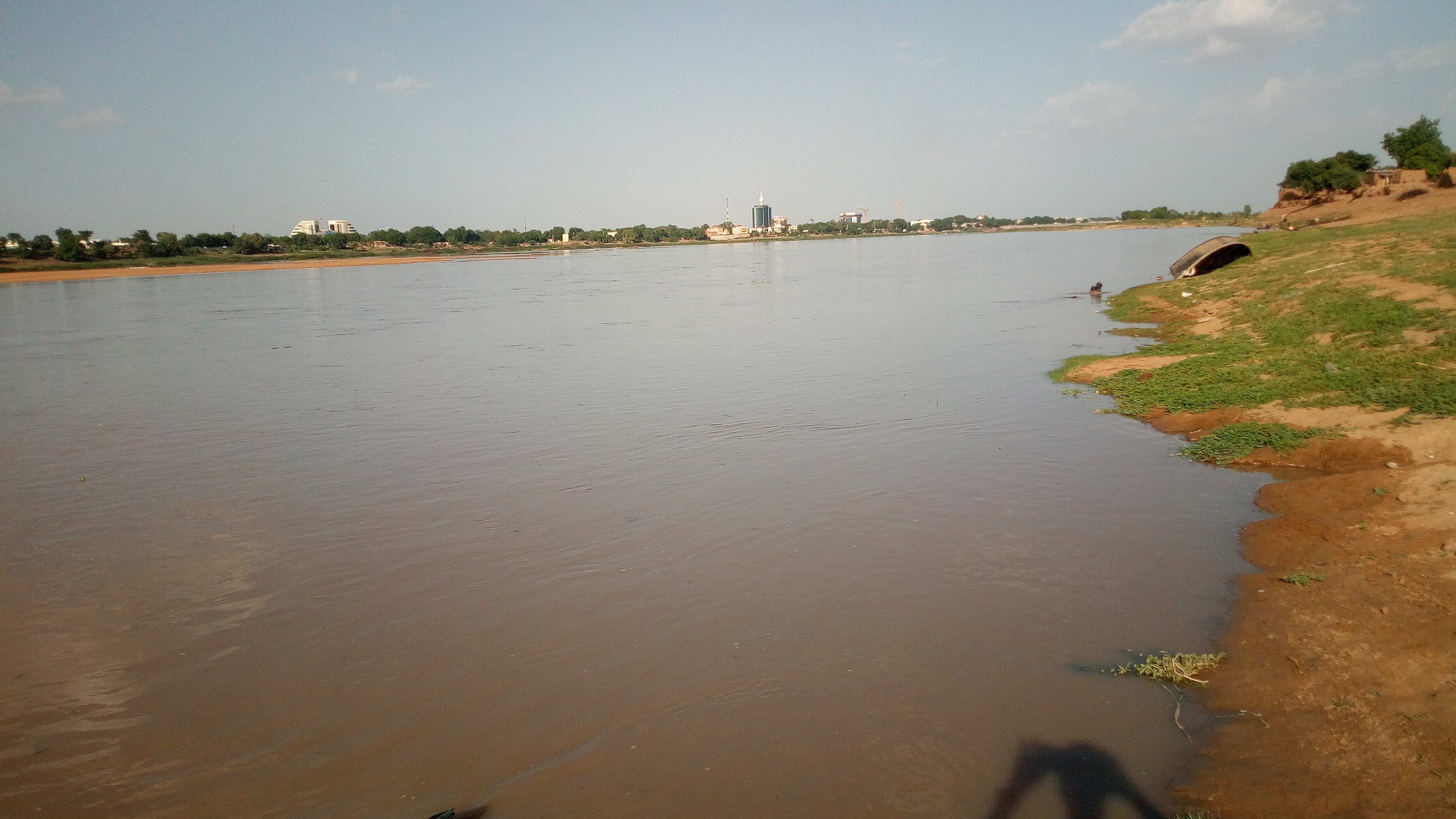
Fleuve Chari, vu de Kousseri, qui se jette dans le lac Tchad.
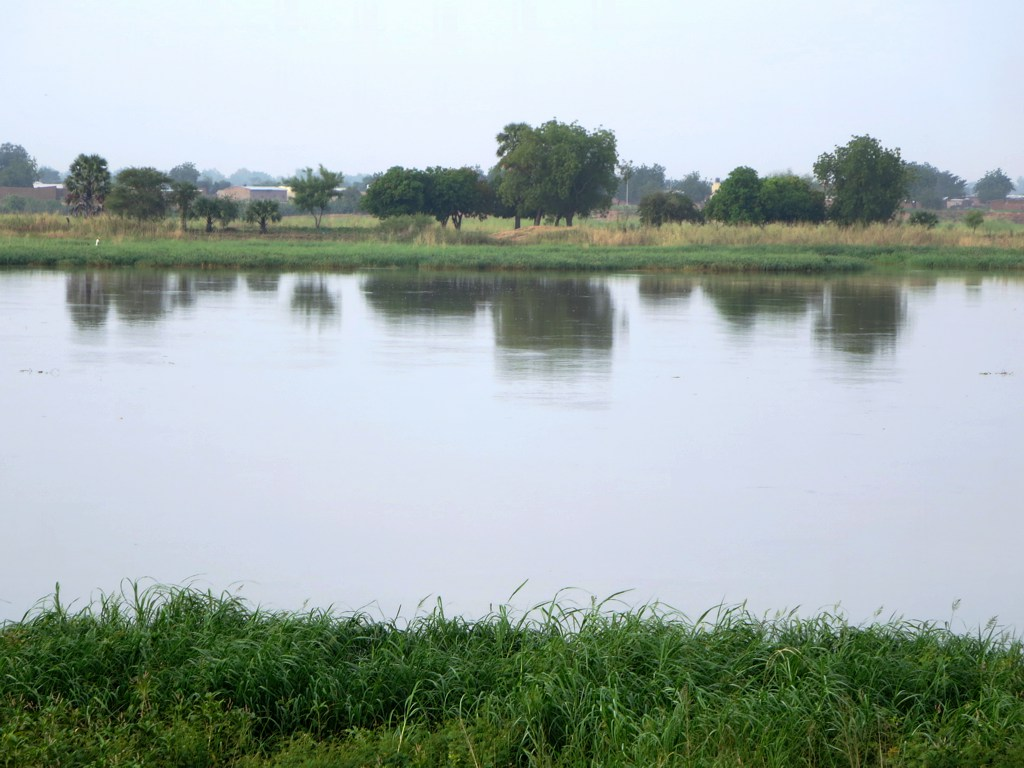
Le fleuve Chari, en Afrique centrale, sépare N'Djamena, au Tchad, de Kousseri au Cameroun.
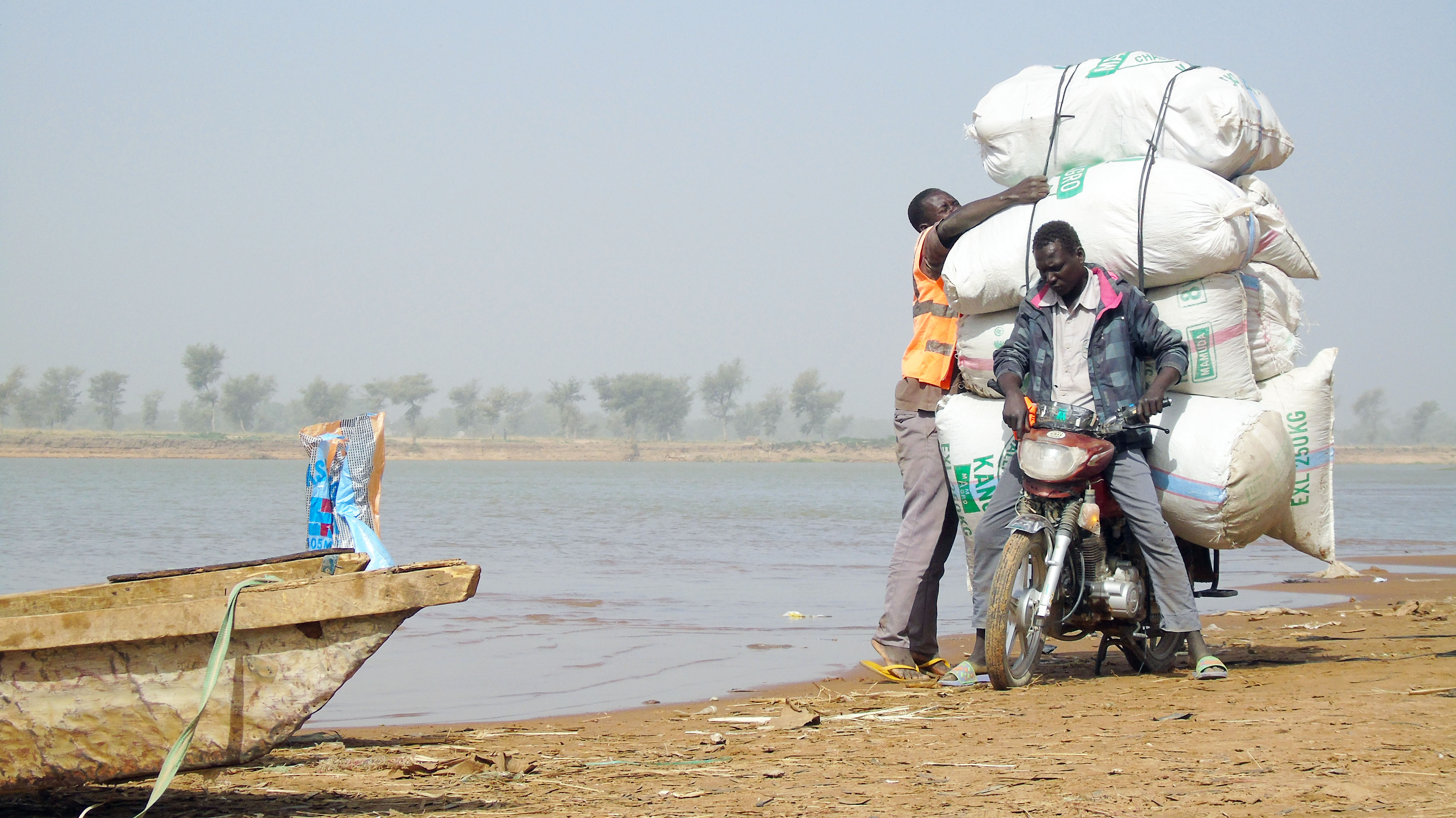
Moto transportant des marchandises sur la rive du fleuve Logone.

## Climat
Kousseri est soumis  à un climat de type sahélien. Il y règne une chaleur caniculaire une grande partie de l'année. La saison de pluie dure seulement  trois à cinq mois. Kousseri est caractérisé par l'irrégularité et le faible volume de précipitations et un déficit pluviométrique. La moyenne annuelle des précipitations est de 585 mm. En contraste, la forte concentration des pluies au cours de mois de juillet et d'août (entre 63% et 75 % du volume annuel ) entrainent des inondations.
Des grandes étendues d'eau stagnent  tous les ans en saison pluvieuse. Deux inondations fortes ont ébranlé la ville, celle de 1961 et de 1986. Une digue a été construite après l'inondation de 1961. Cependant elle s'était  totalement dégradée au fil des années. L'inondation de 1986 a été la plus désastreuse avait noyé entièrement la ville. Le chef de l’État s'était rendu personnellement sur les lieux pour réconforter les victimes.
Des inondations importantes ont été observées également en 2020et 2022.

## Population
Lors du recensement de 2005, la commune comptait 101 246 habitants, dont 89 123 pour Kousséri-Ville.

## Structure administrative de la commune
Outre Kousséri proprement dit, la commune comprend notamment les localités suivantes :
- Abouzréga
- Adjaïné I
- Adjaïné II
- Amchédiré
- Ardébé-Ngabdjam
- Arkiss
- Bagui
- Djoumbalbou
- Fachar
- Guebala
- Hérazaya
- Ibou
- Kamboula
- Kawadji I
- Kawadji II
- Lacta I
- Lacta II
- Lacta III
- Malak
- Massaki I
- Massaki II
- Massaki III
- Massil Al Kanam
- Naga
- Ndjagaré
- Ndouh
- Ngamadja
- Nigué
- Rigguil Kotoko
- Rigguil Mousgoum
- Séhéba
- Tamraya
- Wadang
- Wadjétouma

## Transport
Deux routes transafricaines traversent Kousséri :
- Transafricaine 3, Tripoli (Libye) — Le Cap (Afrique du Sud) ;
- Route trans-sahélienne, Dakar (Sénégal) — N'Djaména (Tchad).

## Urbanisme et services publics
La localité dispose d'une centrale électrique isolée exploitée par Enéo, d'une capacité de 4 400 kW construite en 1976.

## Personnalités liées à Kousséri
- Hamad Kalkaba Malboum (1950), dirigeant sportif, né à Kawadji.
- Adoum Gargoum (1954-2021), homme politique, ministre délégué auprès du ministre des relations extérieures chargé des relations avec le monde islamique (1997-2021).
- Mahamat Abdoulkarim (1949- ), homme politique, sénateur et ancien maire de Kousseri.
- Alamine Ousmane Mey (1966), homme politique.
- Mahamat Paba Salé (en) (1950- ), géographe, ministre délégué auprès du ministre des relations extérieures chargé des relations avec le monde islamique (1984-1988), ambassadeur du Cameroun auprès du royaume du Maroc (1988-2008) puis de la fédération de Russie (2008- ).
- Colonel Dinar (1987-2020), comédien et humoriste tchadien, assassiné à Kousséri.
- Bladi Abba (1958-), sénateur, sous-préfet de Kousseri de 1982 à 1985.
- Ahmed Kotoko ancien ministre des Finances tchadien, mort à Kousseri en 1988.